# Wig A Wag
Pour leur album, voir Wig a Wag (album).
Wig A Wag est un groupe musical français, originaire de Tours, en Indre-et-Loire. Formé en 1996 par Loïc Chavigny et Cyrille Bonneau, le groupe chante en breton. C’est en puisant dans la culture ancestrale de la Bretagne que Wig A Wag constitue la base de ses créations, qu'il fait évoluer vers d’autres paysages musicaux. Leur premier album de musique à danser est suivi par quatre autres d’une musique plus métissée. Un nouvel album sort en 2013.

## Histoire
Le groupe commence son aventure sur scène en 1996. Le nom du groupe fait référence à la tradition bretonne d'origine celtique de l'Ankou, sorte de personnification de la Mort montée sur une charrette qui récolte les âmes au son de « wig ha wag » ; celui qui entend cette clameur doit s'attendre à un trépas imminent (selon les légendes rapportées par Anatole Le Braz, dans La Légende de la mort en Basse-Bretagne par exemple).
Avec son premier opus An Naer O Nijal, sorti en 1999 par Sony Music, Wig A Wag fait découvrir un style nouveau sur la scène bretonne évolutive, partant de ronds et de scottish pour enrichir la danse de sonorités variées. Le groupe rencontre le succès sur scène : découverte du Printemps de Bourges, révélation du Festival Interceltique de Lorient.
En 2001, le deuxième album, Sarah ha Safar, ouvre les portes de la « world-music bretonne » avec de nouveaux instruments : l'accordéon chromatique, l'alto, le cajón, le darbouka et l'udu. Les chants disent la solitude de l'autre, dénoncent le racisme et l'exclusion. L'Express termine sa chronique par : « On n'a pas fini d'entendre parler de ce groupe qui allie le wig et le wag, le murmure et le vacarme. ». La notoriété du groupe lui permet de tourner dans toute la France l'hiver, que ce soit dans les centres culturels ou les cafés-concerts, et dans les festivals l'été. En 2003, le groupe sort son album Douar Iskis, issu d'une rencontre à première vue improbable mais qui plaît. En effet, l’accordéoniste Lico Da Silva y incorpore sa culture Fado, les voix bretonne et portugaise se mélangent et les mezoueds tunisiennes dynamisent le tout. Par la suite, six nouveaux musiciens font leur apparition autour des deux membres fondateurs (Morgane Ji, Patrick Raffault, Mikaël Cozien, Jérôme Séguin, Karl Lairet, Philippe Collas).
En 2006, le groupe affirme son identité musicale originale et sort un album éponyme aux couleurs plus rock, plus métissées, plus lyriques. Les bombardes, subois, saxophones, duduk arménien se frottent aux différentes cornemuses du monde. La batterie et des claviers aux sonorités des années 1970, imposent leurs présences. La voix chaleureuse de Loïc est rejointe par celle de la chanteuse réunionnaise Morgane Ji. En mars 2009, leur 5e opus Ni Zo (« Nous sommes »), sorti chez Faunebox, est l’affirmation d’une existence indéniable dans le panorama des musiques actuelles. Le disque présente une multiplicité de timbres et d'arrangements.
Leur sixième album Wigawag#6 sort le 19 octobre 2013, toujours très rythmé et relié à la musique bretonne. Le clip de la chanson Ar Mouchouer est diffusé en ligne.

## Membres

### Membres actuels
- Loïc Chavigny — chant
- Cyrille Bonneau — bombardes, flûtes irlandaises, saxophone
- Mickaël Cozien — biniou kozh, flûtes irlandaises
- Jérôme Séguin — basse électrique, basse électro-acoustique
- Sabrina Calvo — multi-percussions
- Gaël Serandour — guitare folk

### Anciens membres
- Patrick Raffault - accordéon chromatique, accordina
- Olivier « Smad » Dams — bratsch, violon, alto (sur An naer o nijal, Sarah ha Safar et Douar iskis)
- Loic Da Silva — chant, accordéon chromatique, guitarra de Fado (sur Douar iskis)
- Laurent Jolly — percussions (bendir, cajón, davul, darbouka, rikk, triangle, udu, zils), didjeridoo, chalumeau (sur An naer o nijal, Sarah ha Safar et Douar iskis)
- Stéphane Martine — accordéon chromatique (sur Sarah ha Safar)
- Emmanuel Plat — basse, Chapman Stick (sur An naer o nijal, Sarah ha Safar et Douar iskis)
- Thierry Vosgiens — accordéon chromatique (sur An naer o nijal)
- Pascale Berthomier — violoncelle électrique (sur l'album éponyme)
- Thomas Burgot — basse (sur l'album éponyme)
- Stéphane Tassi — claviers (sur l'album éponyme)

## Discographie
- 1999 : An naer o nijal (Patch B/Sony)
- 2001 : Sarah ha Safar (Patch B/Sony)
- 2003 : Douar Iskis (Sterne/Sony)
- 2006 : Wig A Wag (Coop Breizh)
- 2009 : Ni Zo (autoprod/Faunebox.com)
- 2013 : Wigawag#6 (autoprod/Coop Breizh)